# ムーンフォール
『ムーンフォール』（Moonfall）は、2022年のアメリカ合衆国のSFアクション・ディザスター・スリラー映画。監督・共同脚本はローランド・エメリッヒ、出演はハル・ベリー、パトリック・ウィルソン、ジョン・ブラッドリー、チャーリー・プラマー、マイケル・ペーニャ、ドナルド・サザーランドなど。月と地球の衝突という危機に立ち向かう人類の姿を描いている。
2022年2月4日にライオンズゲート社から公開された。

## ストーリー
2011年、ジョー・ファウラー、ブライアン・ハーパー、マーカスの3人の宇宙飛行士はスペースシャトルで衛星の修理中に黒い無数の物体の群れに襲われ、マーカスは死にファウラーは意識を失う。ハーパーはシャトルを操縦して地球に戻る。だがNASAはハーパーの話を信じず、事故は人為的なミスと見なされ、ハーパーはNASAを解雇される。ハーパーは妻とは離婚し経済的に困窮する生活を送るようになる。
2021年、月が突如軌道を変え地球に接近し始める。陰謀論者で月が巨大な建造物だと信じるハウスマンが気付く。NASAに連絡するも無視されたため、ハウスマンは「宇宙飛行士の日」に乗じてハーパーに接触し、それを告げる。ハーパーはNASAの副長官になっていたファウラーに連絡する。NASAでも月軌道の異常に気付き極秘に調査を進めようとしたが、ハウスマンがSNSで月が落ちてくると公表したため世界はパニックになる。
NASAはロケットで月に調査船を送り、月の表面に開いた垂直な穴を調査するも、ハーパーが目撃した黒い物体の群れに襲われて乗員は全員死亡する。月は軌道を大きく変えて地球に急接近し、潮位異常や地震、火山噴火を引き起こして、人類に危機が迫る。
ファウラーは、封印された記録を調べ、アポロ11号が燃料タンクを月面に落とした時に、共鳴により月が空洞であることが判明した事実が隠蔽されていたことを知る。軍は群れと戦うためにEMP兵器ZX7を開発していたが予算不足で放棄されていた。ファウラーはZX7を倉庫から持ち出し、退役したスペースシャトルのエンデバー号を博物館から出す。中国が月着陸船を提供し、西海岸のヴァンデンバーグ宇宙軍基地に巨大津波が迫る中、ファウラー、ハーパー、ハウスマンはエンデバー号に乗り込んで月へ緊急離陸する。
ハーパーの息子とファウラーの息子は中国人留学生のミッシェルとともにファウラーの元夫で空軍のデヴィッドソン将軍が避難しているコロラドの
地下シェルターへ向かう。地球に異常接近した月は地球の大気を奪い始める。
スペースシャトルの3人は月に近づき、黒い群れが有機体と電力の組み合わせに反応することを知る。黒い群れに追われながら月表面の穴から内部に入るとそこは空洞になっており中央に白色矮星が輝く巨大な建造物だった。黒い群れに襲われ絶体絶命のところを建造物を制御するオペレーティングシステム（安全なAI）が3人を救う。
OSはハーパーに話しかける。数十億年前、別の星系で進化した人類の祖先は自我に目覚めたAIの反乱にあった。有機体を敵とみなしたAIは人類を抹殺しようとし、人類は箱舟として月のような巨大建造物を数多く作り星系を脱出したが太陽系にたどり着いた月以外はすべて破壊された。月も黒い群れに襲われたが祖先の人類は自らを滅ぼすことで有機体と電力に反応する黒い群れを封じ込めることに成功した。やがて地球上に生命が誕生したら祖先の人類の遺伝子が組み込まれるようセットして。
人類の月への到達で目覚めたAIは人類を滅ぼすために月の中心にある白色矮星からエネルギーを引き出して月の軌道を変え地球に衝突させようとしていたのだ。スペースシャトルの3人の処置が間に合わないと判断した大統領は接近した月の核攻撃を命令するも、デヴィッドソン将軍が核攻撃のキーを回さず攻撃を一時回避する。月内部では、ハウスマンが身を捨ててZX7を起動し、黒い群れと反乱したAIを破壊する。ハーパーとファウラーは、接近した地球に月着陸船で帰還し、コロラドで生き延びていた子供たちに再会する。エネルギー源を取り戻した月は、元の軌道に復帰する。
ハウスマンの意識は月を制御するAIにスキャンされ保存されていた。AIは地球の再建の手助けを申し出る。

## キャスト
※括弧内は日本語吹替。
- ジョー・ファウラー: ハル・ベリー（本田貴子） - 元宇宙飛行士で現在はNASAの副長官。
- ブライアン・ハーパー: パトリック・ウィルソン（咲野俊介） - 元宇宙飛行士。事故の責任を取らされNASAを解雇された。
- K・C・ハウスマン: ジョン・ブラッドリー（後藤光祐） - 巨大建造物研究者で陰謀論者。
- ブレンダ・ロペス: カロリーナ・バルトチャック（英語版）（那村有香） - ブライアンの元妻。
- トム・ロペス: マイケル・ペーニャ（石上裕一） - ブライアンの元妻の現在の夫。日本車（レクサス）の販売会社を経営。
- ソニー・ハーパー: チャーリー・プラマー（石川界人） - ブライアンの息子。大学生だが両親に反発して問題を起こしている。
- ミシェル: ケリー・ユー（英語版）（伊瀬茉莉也） - 中国人留学生でジョーの息子の子守。
- ホールデンフィールド: ドナルド・サザーランド（清川元夢） - NASAの元職員。
- ダグ・デイビッドソン: エミ・イクワーカー（英語版）（星野貴紀） - ジョーの元夫で空軍の将軍。
- キャプテン・ガブリエラ・オークレア: マキシム・ロイ（京花優希） - ブライアンとハウスマンを救出する軍人。
- アルバート・ハッチングス: スティーヴン・ボガート（千葉進歩） - NASA長官。

## 製作
2019年5月にローランド・エメリッヒが1億4000万ドルの予算が組まれたことからインディペンデント映画史上最も高額な作品の一つとなった本作の脚本・監督を務めることが発表された。本作のアメリカでの配給権はライオンズゲート社が獲得し、海外配給権はAGCインターナショナルが獲得した。
2020年5月、ジョシュ・ギャッドとハル・ベリーがキャスティングされ、6月にはパトリック・ウィルソンとチャーリー・プラマーが追加された。10月には、スタンリー・トゥッチ、ジョン・ブラッドリー、ドナルド・サザーランド、エミ・イクワーカーがキャストに加わり、スケジュールの都合によりブラッドリーがギャッドと交代した。撮影は、これまで春の開始を予定していたが、2020年10月にモントリオールで開始された。2021年1月には、マイケル・ペーニャ、カロリーナ・バルトチャック、マキシム・ロイ、スティーヴン・ボガートが加わり、COVID-19の渡航制限によりトゥッチが製作に参加できなくなったため、ペーニャがトゥッチの代役を務めた。

## 公開
本作は2022年2月4日に公開された。
日本では当初2022年秋にキノフィルムズ配給で劇場公開予定だったが、Amazon Prime Videoでの配信に変更され、同年7月29日に配信された。

## 作品の評価
Rotten Tomatoesによれば、209件の評論のうち高評価は36%にあたる76件で、平均点は10点満点中4.4点、批評家の一致した見解は「『ムーンフォール』はくだらな過ぎて笑えるのか、それとも単に出来が悪いのかは、陳腐なB級映画に対する耐性によるだろうが、いずれにせよ、これはまさにエメリッヒのディザスター・スリラーそのものである。」となっている。
Metacriticによれば、45件の評論のうち、高評価は10件、賛否混在は19件、低評価は16件で、平均点は100点満点中41点となっている。